# Henryk Friedman
Henryk Friedman (Friedmann) (1903 – 1942) fou un mestre d'escacs jueu de Polònia. Va viure a Lviv (Lwów, Lemberg).

## Resultats destacats en competició
En el període 1926–1934, Friedman va guanyar set cops seguits el Campionat de Lviv, llevat del 1930, any en què fou 2n rere Stepan Popel.

### Participació en campionats de Polònia
Friedman va participar en quatre Campionats de Polònia. El 1926, fou 14è a Varsòvia (1r POL-ch, guanyat per Dawid Przepiórka). El 1927, fou 13è a Łódź (2n POL-ch, guanyat per Akiba Rubinstein). El 1935, empatà als llocs 2n-4t amb Mieczysław Najdorf i Paulin Frydman, rere Ksawery Tartakower a Varsòvia (3r POL-ch). El 1936, va guanyar a Viena (19è Memorial Trebitsch). El 1937, fou 12è a Jurata (4t POL-ch, guanyat per Tartakower).

### Participació en olimpíades d'escacs
Henryk Friedman va jugar, representant Polònia, al quart tauler (+5 –2 =5) a l'Olimpíada de Varsòvia de 1935, en què Polònia va guanyar la medalla de bronze per equips. També va jugar al cinquè tauler (+11 –0 =9) a l'Olimpíada d'escacs no oficial de Múnic 1936, on hi va guanyar dues medalles d'argent, (per equips i individual).
Henryk Friedman va morir probablement en un camp de concentració nazi.